# Paul Gauguin (film 1957)
Paul Gauguin è un documentario del 1957 diretto da Folco Quilici e basato sulla vita del pittore francese Paul Gauguin.